# Johnny Davis (basket-ball, 2002)
Ne doit pas être confondu avec Johnny Davis (basket-ball, 1955).
Jonathan Christian Davis, né le 27 février 2002 à La Crosse dans le Wisconsin, est un joueur américain de basket-ball évoluant au poste d'arrière.

## Biographie

### Carrière universitaire
Johnny Davis joue pendant deux saisons avec les Badgers du Wisconsin, il réalise son record en carrière le 3 janvier en inscrivant 37 points et en prenant 14 rebonds dans une victoire face aux Boilermakers de Purdue. Pendant la March Madness 2022, le parcours des Badgers s'arrête au deuxième tour. Le 31 mars 2022, il se présente pour la draft 2022 où il est attendu comme un choix de loterie.

### Carrière professionnelle

#### Wizards de Washington (2022-février 2025)
Il est choisi en 10e position par les Wizards de Washington lors de la draft 2022. Or, il est en constant changement d'équipe, entre les Wizards de Washington et leur club de G-League : les Go-Go de Capital City.
En février 2025, il est transféré aux Grizzlies de Memphis puis coupé dans la foulée.

### Carrière en équipe nationale
Il remporte la médaille d'or face à la France lors de la Coupe du monde des moins de 19 ans en 2021.

## Palmarès

### Université
- Jerry West Award en 2022
- Lute Olson Award en 2022
- Consensus first-team All-American en 2022
- Big Ten Player of the Year en 2022
- First-team All-Big Ten en 2022

### Équipe nationale
- Médaille d'or à la Coupe du monde des moins de 19 ans en 2021

## Statistiques

### Universitaires
| Saison    | Équipe    | Matchs | Titul. | Min./m | % Tir | % 3pts | % LF | Rbds/m. | Pass/m. | Int/m. | Ctr/m. | Pts/m. |
| --------- | --------- | ------ | ------ | ------ | ----- | ------ | ---- | ------- | ------- | ------ | ------ | ------ |
| 2020-2021 | Wisconsin | 31     | 0      | 24,3   | 44,1  | 38,9   | 72,7 | 4,10    | 1,10    | 1,10   | 0,60   | 7,00   |
| 2021-2022 | Wisconsin | 31     | 31     | 34,2   | 42,7  | 30,6   | 79,1 | 8,20    | 2,10    | 1,20   | 0,70   | 19,70  |
| Carrière  | Carrière  | 62     | 31     | 29,2   | 43,1  | 32,5   | 77,9 | 6,20    | 1,60    | 1,10   | 0,70   | 13,40  |

### Professionnelles

#### Saison régulière
| Saison    | Équipe     | Matchs | Titul. | Min./m | % Tir | % 3pts | % LF | Rbds/m. | Pass/m. | Int/m. | Ctr/m. | Pts/m. |
| --------- | ---------- | ------ | ------ | ------ | ----- | ------ | ---- | ------- | ------- | ------ | ------ | ------ |
| 2022-2023 | Washington | 28     | 5      | 15,1   | 38,6  | 24,3   | 51,9 | 2,30    | 1,00    | 0,40   | 0,30   | 5,80   |
| Carrière  | Carrière   | 28     | 5      | 15,1   | 38,6  | 24,3   | 51,9 | 2,30    | 1,00    | 0,40   | 0,30   | 5,80   |

## Vie privée
Il est le fils de Mark Davis, drafté en 1985 à la 79e position par les Cavaliers de Cleveland.